# Verrijkt uranium

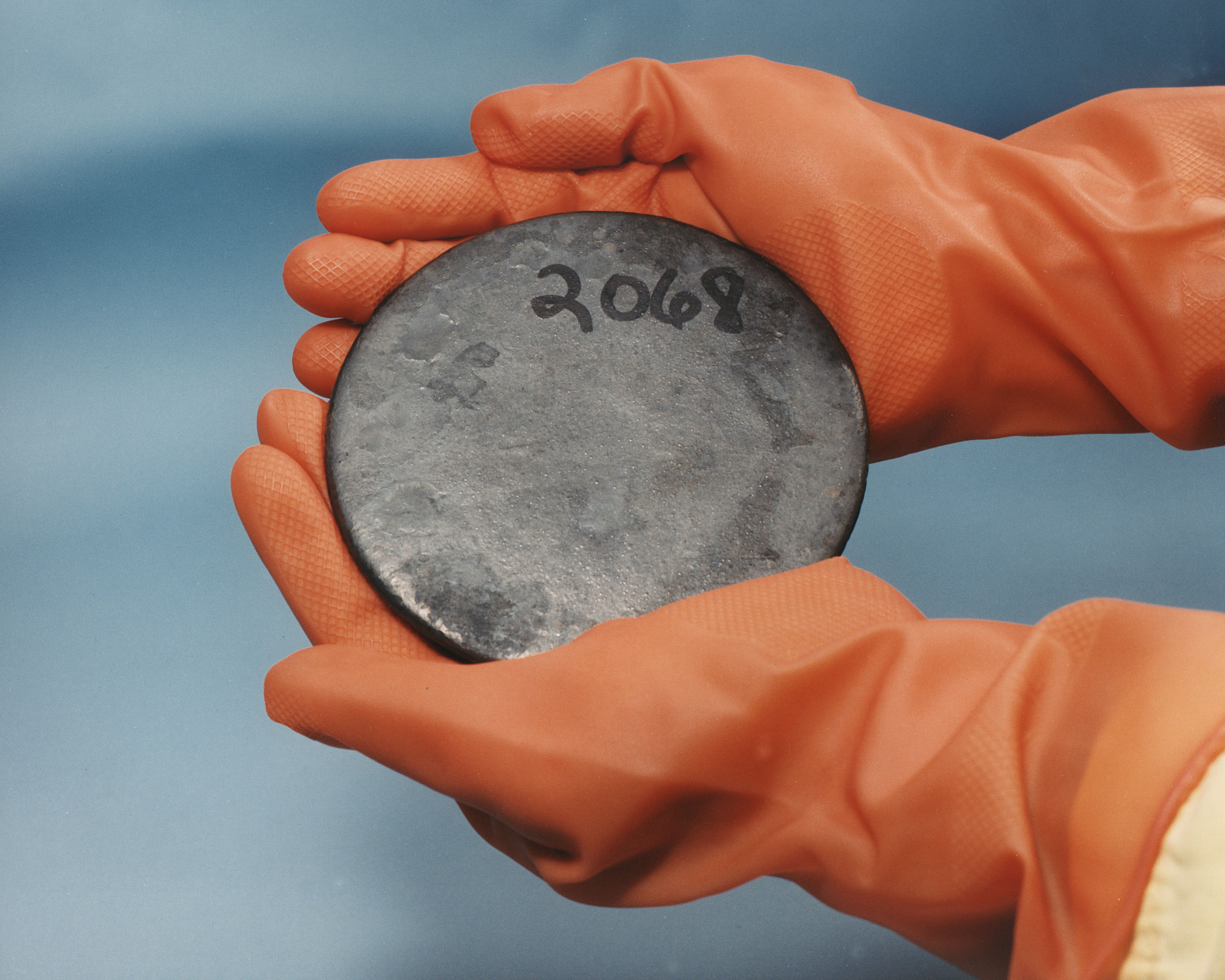
Een schijf hoogverrijkt uranium

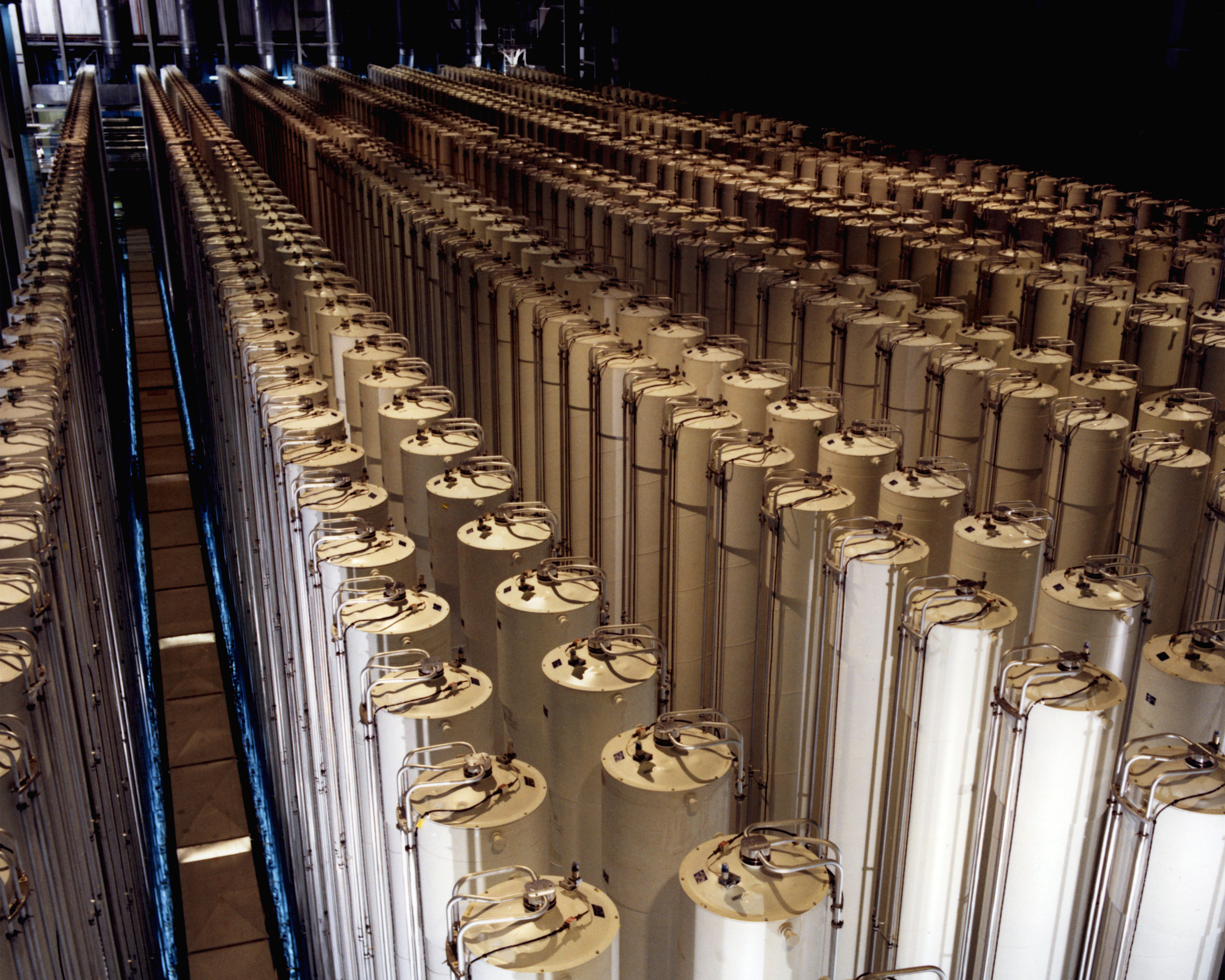
Een cascade van gascentrifuges die gebruikt wordt bij de productie van verrijkt uranium

Verrijkt uranium is uranium met in verhouding meer 235U dan uranium zoals het van nature in uraniumerts voorkomt. Het bereiken van een hoger percentage uranium-235 wordt 'verrijken' genoemd. 
Natuurlijk uranium bestaat hoofdzakelijk uit uranium-238, een kleine fractie uranium-235 (235U), en sporen van uranium-234. Hiervan is alleen 235U splijtbaar. Voor het op gang houden van een kettingreactie is een grotere fractie 235U nodig dan in natuurlijk uranium wordt gevonden.
235U wordt toegepast in kernreactoren en in kernwapens, een type kernsplijtwapen bekend als de uraniumbom. Voor kernenergie is uranium met een gehalte van 3 à 5 procent 235U voldoende. Voor kernwapens is een percentage 235U van minstens 20 nodig, maar is een percentage boven de 90 gewenst en gebruikelijk. Dergelijk hoog-verrijkt uranium wordt weapons grade uranium genoemd.
Uranium wordt verrijkt door zoveel mogelijk 235U uit het mengsel af te scheiden. De overgebleven uranium-238 wordt verarmd uranium genoemd. Deze is daardoor minder radioactief geworden. De gewonnen uranium-235 heeft een aanzienlijk kortere halveringstijd – nog altijd circa 700 miljoen jaar – en is dus hoger radioactief.

## Methoden voor verrijking
Er zijn vijf methoden bekend om uranium te verrijken:
- elektromagnetische scheiding
- scheiding met behulp van gascentrifuges
- Gas-ultracentrifuge
- thermische vloeistofdiffusie
- laserscheiding (atomair en moleculair)

Voor verrijken worden in praktijk slechts twee methoden daarvan gebruikt. Hierbij wordt gebruikgemaakt van het feit dat 235U per atoom lichter is dan 238U. In beide gevallen wordt uranium gebonden aan fluor tot uraniumhexafluoride (met dus ook lichtere en zwaardere moleculen), waarna deze verbinding bij kamertemperatuur gasvormig wordt gemaakt door de druk te verlagen. Daarna kan het gehalte 235U worden verhoogd met een gascentrifuge of door gasdiffusie.
Bij de gascentrifuge-methode wordt gas in een centrifuge bewerkt. De zwaardere fractie wordt iets meer naar de buitenkant geslingerd en het gas met die iets hogere concentratie van de zware versie kan daar worden afgetapt. In de centrifuge blijft aldus een groter aandeel 235U over.
Bij gasdiffusie wordt een gas door een membraan geperst, waarbij de lichtere fractie iets gemakkelijker door het membraan diffundeert dan de zwaardere fractie. Het gehalte aan 235U neemt hierdoor toe.
Tot 1942 was eigenlijk alleen de eerste methode in gebruik. De Amerikanen kregen de technische problemen bij de gascentrifuge niet onder de knie, en stapten in 1942 over op gasdiffusie, hoewel dit procedé per verrijkingseenheid veel meer energie kost dan de gascentrifuge. De Duitsers hielden vast aan het gascentrifuge-procedé met behulp van ultracentrifuges.
Na de Tweede Wereldoorlog werd dit project voortgezet in de Sovjet-Unie. Vanaf 1953 raakte de Nederlander Jacob Kistemaker betrokken. Wel werd het in het kader van de Ostpolitik onverstandig geacht om uraniumverrijkingsfabrieken in de Bondsrepubliek Duitsland op te richten. Daarom werd in Almelo de eerste Duitse verrijkingscapaciteit opgesteld bij het in 1970 opgerichte URENCO, een samenwerking van Nederland (Ultra-Centrifuge Nederland), Duitsland en het Verenigd Koninkrijk.

## Downblending
Zeer hoogverrijkt uranium, bijvoorbeeld uit afgedankte kernkoppen, kan worden vermengd met natuurlijk of verarmd uranium, om lager verrijkt uranium te verkrijgen (downblending).